# Tephrocactus chichensis
Tephrocactus chichensis là một loài thực vật có hoa trong họ Cactaceae. Loài này được Cárdenas miêu tả khoa học đầu tiên năm 1952.